# Marcus (Iowa)
Marcus es una ciudad ubicada en el condado de Cherokee en el estado estadounidense de Iowa. En el Censo de 2010 tenía una población de 1117 habitantes y una densidad poblacional de 279,87 personas por km².

## Geografía
Marcus se encuentra ubicada en las coordenadas 42°49′20″N 95°48′24″O / 42.82222, -95.80667. Según la Oficina del Censo de los Estados Unidos, Marcus tiene una superficie total de 3.99 km², de la cual 3.99 km² corresponden a tierra firme y (0%) 0 km² es agua.

## Demografía
Según el censo de 2010, había 1117 personas residiendo en Marcus. La densidad de población era de 279,87 hab./km². De los 1117 habitantes, Marcus estaba compuesto por el 98.03% blancos, el 0% eran afroamericanos, el 1.25% eran amerindios, el 0.09% eran asiáticos, el 0% eran isleños del Pacífico, el 0% eran de otras razas y el 0.63% pertenecían a dos o más razas. Del total de la población el 0.72% eran hispanos o latinos de cualquier raza.